# Nesapterus lambianus
Nesapterus lambianus är en skalbaggsart som beskrevs av Scott 1908. Nesapterus lambianus ingår i släktet Nesapterus och familjen glansbaggar. Inga underarter finns listade i Catalogue of Life.